# Harper Lee
Nelle Harper Lee (Monroeville, Alabama, 28 de abril de 1926-Monroeville, Alabama, 19 de febrero de 2016) fue una escritora estadounidense. Es conocida por su novela Matar un ruiseñor (To Kill a Mockingbird, 1960), obra ganadora del Premio Pulitzer en 1961, y que fue su única obra publicada durante 55 años hasta la publicación en 2015 de Ve y pon un centinela (Go, Set a Watchman), pero que fue escrita con anterioridad por la autora (a mediados de la década de 1950) y que es, en realidad, el primer borrador de su primera novela.
Su novela Matar un ruiseñor fue llevada al cine con el título homónimo en 1962, fue dirigida por Robert Mulligan, y fue protagonizada por Gregory Peck en el papel de Atticus Finch y Mary Badham como Jean Louise «Scout» Finch. Esta película fue candidata a ocho premios Óscar, entre ellos mejor película y mejor director, y fue galardonada con tres premios: actor protagonista (Gregory Peck), guion adaptado (Horton Foote) y dirección artística en blanco y negro (Henry Bumstead, Alexander Golitzen y Oliver Emert).

## Biografía
Harper Lee nació el 28 de abril de 1926 en Monroeville (Alabama), un pequeño pueblo del sur de Estados Unidos de solo 6500 habitantes y era empleada del departamento de reservas de una aerolínea hasta su llegada al mundo de la literatura.
Al igual que el escritor J. D. Salinger, Harper Lee no concedía entrevistas y vivió retirada en su localidad natal tras haber publicado una única novela, aunque el 5 de noviembre de 2007 (a los 81 años) viajó a Washington para recibir de manos del presidente de EE. UU. George W. Bush en la Casa Blanca la "Medalla Presidencial de la Libertad".
En febrero de 2015 la editorial de Lee, Harper Collins, anunció la publicación de la secuela de Matar un ruiseñor, titulada Ve y pon un centinela (Go, Set a Watchman), que se publicó el 14 de julio de 2015.
La autora falleció mientras dormía el 19 de febrero de 2016 a los 89 años en una residencia de ancianos llamada "The Meadows" de su ciudad natal, Monroeville (Alabama), según informó su sobrino. Harper Lee nunca se casó ni tuvo hijos.

## Amistad con Truman Capote

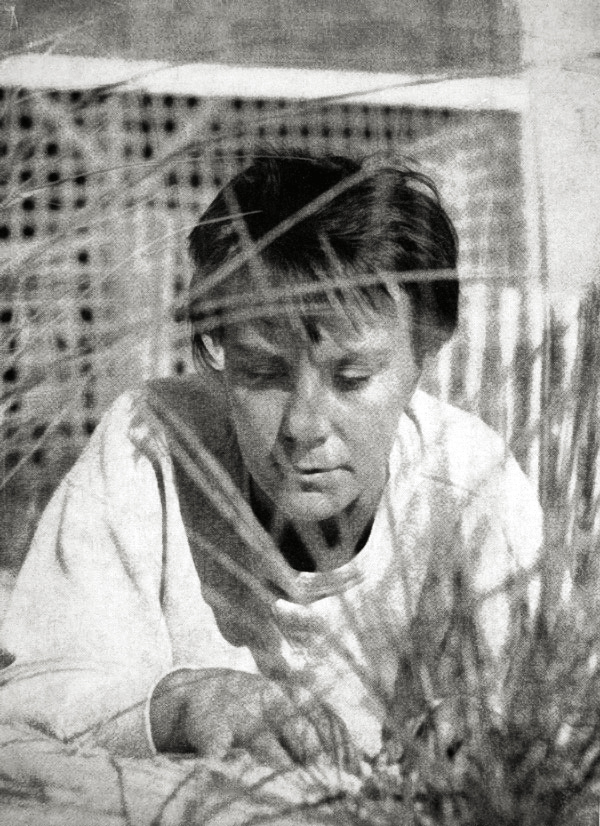
Retrato fotográfico de Harper Lee por Truman Capote en la contraportada de la primera edición de la novela de Lee Matar a un ruiseñor.

Truman Capote basó el personaje de Idabel de su libro Otras voces, otros ámbitos en su vecina de Monroeville y mejor amiga, Harper Lee. Capote una vez reconoció y dijo: «El señor y la señora Lee, la madre y el padre de Harper Lee, vivían muy cerca de mi casa, y ella era mi mejor amiga. ¿Has leído su libro Matar a un ruiseñor, que tiene lugar en el mismo pequeño pueblo de Alabama donde vivíamos? Soy un personaje de ese libro. Su padre era abogado, y ella y yo solíamos ir a los juicios juntos todo el tiempo cuando éramos niños. Íbamos a los juicios en vez de ir al cine, como hacían otros niños».

## Novelas
- Matar un ruiseñor (To Kill a Mockingbird., 1960.)
- Ve y pon un centinela. (Go, Set a Watchmen, 2015.)

### Argumento de sus dos obras
Matar un ruiseñor (To Kill a Mockingbird, 1960) es un alegato por la igualdad, la justicia y contra el racismo; narra la vida en el pueblo de la escritora durante los años de la Gran Depresión y, en concreto, un episodio ocurrido en el cual Atticus Finch, un respetado hombre en su comunidad y modelo de rectitud, defiende a un hombre afroamericano acusado falsamente de la violación de una mujer blanca, en el marco de un Sur muy racista, donde los prejuicios por el color de la piel le suponen la condena. La defensa de este hombre va a acarrear a Atticus muchas dificultades con sus vecinos racistas. Hay otras tramas paralelas, como las travesuras de sus dos hijos huérfanos de madre y otra sobre un hombre que vive encerrado en su casa y del que no se sabe nada desde hace años.
Plantea diferentes conflictos que pueden surgir en la convivencia de las gentes de una ciudad sureña, Maycomb, que se manifiestan en el enfrentamiento entre ricos y pobres, blancos y negros... Como contrapunto a todos los conflictos se alza la integridad de un hombre, el abogado Atticus Finch, que defiende lo que cree justo, y cuya rectitud es puesta a prueba.
Aparte de estos trascendentales temas, se dan otros de fondo que tienen como protagonistas a los niños, sus juegos infantiles, sus miedos sus conflictos y su visión de la vida, que a veces se enfrenta a la de los adultos.
La obra tiene rasgos autobiográficos; el personaje de Scout estaría inspirado en la propia Harper Lee y el de Atticus Finch en su padre. Finch, por cierto, es el apellido de soltera de la madre de Lee. El tercer niño, un visitante, está inspirado en las historias que Truman Capote le contaba a Lee sobre sí mismo en su infancia.
Ve y pon un centinela (Go, Set a Watchman, 2015) fue escrita a mediados de los años cincuenta, antes de redactar Matar un ruiseñor. El título alude a una cita del Libro de Isaías, capítulo 21, versículo 6: "Porque el Señor me dijo así: Ve, pon centinela que haga saber lo que vea" (versión Reina-Valera, 1960). Siendo una secuela de su primera novela, "la historia se sitúa unos 20 años después, cuando Scout regresa a Maycomb desde Nueva York para visitar a su padre, Atticus Finch". El manuscrito estuvo perdido por muchos años, hasta que fue encontrado por Tonja Carter, la abogada de Lee, en el otoño de 2014. La novela fue publicada tal como quedó escrita y sin revisiones, y consta de 304 páginas. Su primera edición tuvo un tiraje de 2 millones de ejemplares. Debido a su edad, la autora no pudo hacer promoción de su nuevo libro.

## Artículos
Además de sus dos novelas, Harper Lee es autora de algunos artículos publicados en la prensa estadounidense entre 1961 y 2006
- "Love—In Other Words". Vogue. 15 de abril de 1961. pp. 64–65.
- "Christmas to Me". McCall's. Diciembre de 1961.
- "When Children Discover America". McCall's. Agosto de 1965.
- "Romance and High Adventure". 1983. Artículo presentado en Eufaula, Alabama, y recogido en la antología Clearings in the Thicket (1985).
- "Open letter to Oprah Winfrey". O: The Oprah Magazine. Julio de 2006.